# Załuscy herbu Junosza

Załuski Hrabia, herb hrabiowskiej gałęzi rodu Załuskich

Załuscy herbu Junosza – polski ród szlachecki z Mazowsza.
Załuscy wywodzili się ze średnio zamożnej szlachty mazowieckiej województwa rawskiego. Do połowy XVII wieku nie wyszli poza piastowanie lokalnych urzędów ziemskich. Dopiero w drugiej połowie XVII wieku zaczął się wzrost zamożności i znaczenia rodu. Jako pierwszy z rodu do godności senatorskiej doszedł Wawrzyniec Załuski (zm. 1650), który został kasztelanem gostyńskim, była to jednak godność kasztelana mniejszego (drążkowego).
Do wyższych urzędów doszedł jego syn Aleksander (zm. 1693), osiągając w 1676 województwo rawskie. Karierę swą zawdzięczał przede wszystkim małżeństwu z Katarzyną Olszowską kasztelanką spicymierską, siostrą podkanclerzego i prymasa Andrzeja Olszowskiego. Od tego czasu dzięki protekcji wuja – prymasa kolejni przedstawiciele rodu Załuskich wchodzą w posiadanie stolic biskupich oraz osiągają krzesła senatorskie jako kasztelanowie i wojewodowie. Spowodowało to nieustanny wzrost znaczenia i wpływów rodu, który największe czasy swojej świetności przeżywał w XVIII w.
Spośród synów Aleksandra najbardziej znanym jest Andrzej Chryzostom, kanclerz wielki koronny i biskup warmiński. Karierze duchownej poświęcili się również dwaj młodsi synowie Aleksandra: Ludwik Bartłomiej biskup płocki i Marcin biskup pomocniczy płocki. Kolejni synowie Aleksandra pozostali w stanie świeckim. Aleksander Józef został po ojcu wojewodą rawskim, Hieronim objął kasztelanię rawską, a Franciszek Jan został wojewodą czernihowskim, a następnie płockim. Ich przyrodni brat Karol Załuski (zm. 1735) urodzony z drugiego małżeństwa Aleksandra z Zofią Koniecpolską, osiągnął jedynie kuchmistrzostwo wielkie litewskie.
W kolejnym pokoleniu do największego znaczenia doszli synowie Aleksandra Józefa. Dzięki swojemu pierwszemu swemu małżeństwu z Teresą Witowską kasztelanką sandomierską wszedł on w posiadanie znaczniejszego majątku. Potomstwo miał ze swoją drugą żoną, Teresą Potkańską starościanką inowrocławską. Było to 4 synów: Andrzej Stanisław biskup krakowski, Marcin jezuita i sufragan płocki, Jakub starosta sulejowski i Józef Andrzej biskup kijowski oraz 3 córki: Wiktorię która wstąpiła do Wizytek w Warszawie, Ludwikę oraz Aleksandrę.